# Bataille de Hohenmölsen
La bataille de Hohenmölsen, aussi connue sous le nom de bataille à l’Elster Blanche, est une rencontre militaire du jeudi 15 octobre 1080 près de Hohenmölsen sur l'Elster Blanche, décidant du sort de trois années de guerre civile, entre le roi Henri IV du Saint-Empire et son beau-frère, l'antiroi Rodolphe de Rheinfelden. Bien qu’il fût militairement perdant, Henri sortit politiquement vainqueur de cet affrontement, son rival Rodolphe ayant trouvé la mort au cours de la bataille.

## Les origines du conflit
Lors de la querelle des Investitures, en février 1076, le pape Grégoire VII avait excommunié Henri IV, à la suite du refus d’Henri de se voir retirer le droit de nommer les évêques, provoquant un conflit majeur dans le Saint-Empire, dont les souverains se devaient d’être catholiques. Les nobles se liguant contre l’empereur, ils se rassemblent à Trebur le 16 octobre et annoncent une diète à Augsbourg pour l'année suivante, qui liera le sort du souverain à la décision du pape. 
Henri effectue la pénitence de Canossa  en janvier 1077, qui à long terme ne tourne pourtant pas à son avantage puisque l'autorité royale aurait été endommagée de manière durable. Le 15 mars, les princes germaniques se sont retrouvés à Forchheim en Franconie et élisaient le duc de Souabe, Rodolphe de Rheinfelden roi des Romains. Onze jours plus tard, il a été couronné par l'archevêque Sigefroi Ier en la cathédrale de Mayence.
Néanmoins, le pape demeure formellement neutre envers les parties belligérantes. Henri refuse l'élection, inflige le mise au ban (Reichsacht) à l'encontre de Rodolphe et de ses partisans et entraîne le pays dans une guerre civile de trois ans, ponctuée par deux batailles : la bataille de Mellrichstadt le 7 août 1078 et la bataille de Flarchheim le 27 janvier 1080, toutes deux remportées par Rodolphe. Ce n'est qu'après ces victoires que le pape se déclara favorable à la royauté de Rodolphe, trop tard pour en tirer profit. Henri réorganise ses troupes et les princes reprirent leurs distances.

## La bataille
C’est le 15 octobre 1080 que les deux adversaires se rencontrent à nouveau, avec l’avantage militaire pour Rodolphe, sur le site de Hohenmölsen, dans la marche de l'Est saxonne. Henri venait de Hesse par la route de Thuringe pour rejoindre les contingents de la marche de Misnie et du duché de Bohême sous la conduite du duc Vratislav II. Il pille Erfurt et se dirige vers Nambourg tandis que les cavaliers saxons de Rodolphe se trouvent impliqués dans une escarmouche près de Goslar. Mais peu après, la force armée de Rodolphe purent quitter Goslar, et elle rattrapa les troupes d'Henri au bord de l'Elster blanche.
Henri prend position derrière le marécage près du village de Grunau, franchissable à quelques rares points pour des cavaliers. Rodolphe passe rapidement à l’attaque, avant l’arrivée des renforts de Misnie et  de Bohême et attaque les force d'Henri par les rares passages à travers le marécage avec sa cavalerie, tandis que, sous le commandement d’Otton de Nordheim, une troupe de chevaliers traverse le cours d’eau et attaque à revers le roi et capture son camp. Henri s’enfuit alors vers le sud, où il rencontre le duc Vratislav II de Bohême qui lui porte assistance. 
Cependant, Rodolphe est mortellement blessé à l'abdomen et sa main droite est tranché, au cours de la bataille. Il meurt le lendemain à Mersebourg, où il est enterré dans la cathédrale et sa main, y est conservée depuis comme relique dans le musée de la cathédrale. Dès qu’il apprend le décès du rebelle, Henri rassemble les restes de son armée et assiège les forts environnants à Teuchern, Hohenmölsen, Grunau et Pegau, où les soldats de Rodolphe se sont retranchés. Il finit par soumettre ces derniers bastions et déclare terminée la rébellion.

## Conséquences
Henri a, avec cette bataille soumis les derniers bastions de la rébellion nobiliaire, utilisant la main droite coupée, celle du serment au roi que Rodolphe avait parjuré, comme image de la justice divine. Ainsi prirent fin les trois années de guerre civile qui avait suivi la révocation de Henri par le pape. Mais le roi est toujours excommunié et il a toujours le pape comme ennemi. En 1081, un autre antiroi, Hermann de Salm, a été élu. Les années suivantes, et ce jusqu’à la fin de sa vie, Henri reprendra le combat contre le souverain pontife, allant jusqu’à assiéger Rome en 1083, où il est couronné empereur l'année suivante, mais sans jamais parvenir à ses fins. 